# Вали (окръг, Монтана)
Вижте пояснителната страница за други населени места с името Вали.
Окръг Вали (на английски: Valley County) е окръг в щата Монтана, Съединени американски щати. Площта му е 13 111 km², а населението - 7433 души (2017). Административен център е град Глазгоу.